# Аеродром Чукурова
Аеродром Чукурова је међународни аеродром који се налази у Тарсу, у вилајету Мерсин, у јужној Турској. Аеродром је удаљен 15  од центра Тарса, 35  од центра Адане и 45  од центра Мерсина. Иако пружа услуге и другим околним провинцијама као што су Адана и Османије, примарна сврха аеродрома је унапређење ваздушне повезаности Мерсина и околине. Име је добио по историјском региону Чукурова, чији је Мерсин значајан део. Власник аеродрома је Државна управа аеродрома Турске (DHMİ), док управљање обавља предузеће Фавори Чукурова.